# 滋賀県道280号井口高月線
滋賀県道280号井口高月線（しがけんどう280ごう いのくちたかつきせん）は、滋賀県長浜市を通る一般県道である。

## 概要
長浜市高月町柏原から長浜市高月町高月に至る。
JR西日本北陸本線 高月駅の裏の玄関口になる。

### 路線データ
- 起点：長浜市高月町柏原（柏原交差点、国道365号交点）
- 終点：長浜市高月町高月（滋賀県道279号落川高月線交点）
- 総延長：1.2 km

## 地理

### 通過する自治体
- 長浜市

### 交差する道路
| 交差する道路            | 交差する場所 | 交差する場所      |
| ----------------------- | ------------ | ----------------- |
| 国道365号               | 高月町柏原   | 柏原交差点 / 起点 |
| 滋賀県道279号落川高月線 | 高月町高月   | 終点              |

### 沿線
- 長浜市民第二プール
- 応因寺
- 長浜市立高月図書館
- 長浜市立高月中学校
- JR西日本北陸本線 高月駅
- 神高槻神社